# Carmen Lamela

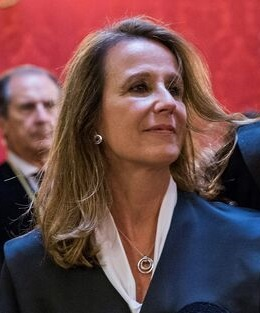
Carmen Lamela (2018)

Carmen Lamela (geboren 1961) ist eine spanische Richterin und ehemalige Beamtin. Zurzeit ist sie eine der Richterinnen an der Audiencia Nacional.

## Leben
Lamela schloss 1984 ihr Jurastudium an der Universität Pontificia de Comillas in Madrid mit Bestnoten ab. Ende der 1980er Jahre arbeitete sie als Richterin am Bezirksgericht in Badalona und am Provinzgericht in Barcelona. Nach dieser Zeit in Katalonien trat sie eine Richterstelle am Provinzgericht in Madrid an. Während der Regierungszeit der Sozialisten um Zapatero war Lamela bis 2011 Beraterin am spanischen Justizministerium. 2014 wurde sie auf ihre heutige Stelle an der Audiencia Nacional berufen. An der Audencia Nacional behandelt sie unter anderem die in den Medien viel beachteten Fälle von Sandro Rosell, dem Geldwäsche vorgeworfen wurde, und um das Katalanische Unabhängigkeitsreferendum.

## Auszeichnungen
- Silbernes Verdienstkreuz der Guardia Civil[2]
- Medaille für polizeiliche Verdienste des Spanischen Innenministeriums[3]